# 奧蒂斯·雷丁
奧蒂斯·雷丁（英語：Otis Ray Redding, Jr；1941年9月9日－1967年12月10日）是一位美國靈魂樂歌手，以唱腔中的熱情和單曲《坐在灣邊的港口》（Sitting on the Dock of the Bay）廣為人知。
雷丁出生於喬治亞州的小鎮道桑。在三歲時隨家裡搬到馬康鎮。並在當地的凡費里浸禮會教堂（Vineville Baptist Church）參加唱詩班。青年時曾參加過當地節慶中的15週週日歌唱比賽獲獎，而在地方上小有名氣。

## 演唱生涯
1960年，19歲的雷丁加入樂團並開始在南方演唱，成員有強尼·詹金斯與The Pinetoppers。同一年他也錄製了自己的單曲《她沒事》以及《呼叫巴馬拉馬》，單曲上署名為奧蒂斯和獵隊（Otis and The Shooter；暫譯）
1962年，是他音樂生涯上的第一個高峰，這一年他與強尼·詹金斯搭檔，錄製了自編自唱的單曲《我的這些臂膀》，這首歌由田納西州曼菲斯市的伏得唱片出版，以Stax標籤編在知名的「南方靈魂」系列下。他隨後找到了知名經紀人麥康奈·菲爾·威登，威登日後成立了知名的山羊座唱片公司。雷丁有經紀人的輔佐，持續的在伏得唱片Stax系列中發片，並與其系列中的其他樂手合作，如山姆和達夫。在1964年和1966年，他錄製了《慈悲先生》、《我不能讓你變糟》（此曲後來成為藍調兄弟的出道的題材音樂）；《試著軟化一點》、（由滾石樂團編曲）、（此曲日後被黑人靈魂天后艾瑞莎·弗蘭克林傳唱）。
雷丁自己也寫了不少曲，在當時歌手能寫曲的並不多，是較罕見的。他的歌曲經常與知名吉他手史提夫·巧伯合作演出。另一位靈魂樂歌手傑瑞·巴特勒也曾與雷丁一起寫過知名歌曲《我已愛你太久》。但是雷丁的曲風是在1967年才逐漸成為主流，其重要歌曲《流浪者》（與女歌手卡拉·湯馬斯合作）影響了美國後來的流行音樂，這一年雷丁在蒙特婁國際流行音樂節的現場演出，使他成功的打入白人流行音樂的範圍。

## 過世
1967年的12月10日，雷丁與其他六位樂團團員乘坐小飛機，在美國威斯康辛州麥迪遜附近的夢若娜湖空中失事，班考雷是機上唯一生還者，另一位樂團成員詹姆斯·亞歷山大，搭乘其他飛機。班考雷回憶失事過程曾敘述，他當時在機上睡覺，團員法隆·瓊斯看到飛機失控，將他喊醒，考雷當時正要解開安全帶，但隨後飛機就失事了，他再醒來時，自己正抓著座墊飄浮在寒冷的湖裡。
雷丁的屍體次日在湖岸邊被找到，正確的死因並沒有很清楚的被公開。26歲的雷丁被葬在他的私人農場，位於美國喬治亞州圓橡鎮上，距大城梅肯市約23英哩。

## 專輯
| - Pain in My Heart (1964) - The Great Otis Redding Sings Soul Ballads (1965) - Otis Blue: Otis Redding Sings Soul (1965) - The Soul Album (1966) - Complete & Unbelievable: The Otis Redding Dictionary of Soul (1966) - King & Queen (1967) | - The Dock of the Bay (1968) - The Immortal Otis Redding (1968) - Love Man (1969) - Tell the Truth (1970) - Remember Me (1992) |

## 網站
- http://www.otisredding.com （页面存档备份，存于） 官方網站
- Otis Redding （页面存档备份，存于） 來自allmusic.com
- 法文站
- Article About Otis Redding - by Dr. Frank Hoffmann
- Otis Redding's Gravesite （页面存档备份，存于）
- http://www.history-of-rock.com/otis_redding.htm （页面存档备份，存于）